# Abigail und Brittany Hensel
Abigail „Abby“ Lorraine und Brittany „Britty“ Lee Hensel (* 7. März 1990 in Carver County, Minnesota) sind zwei durch ihre Medienauftritte bekannte siamesische Zwillinge.

## Leben
Die beiden siamesischen Zwillinge sind ab den Schultern miteinander verwachsen. Sie haben zwei Köpfe, aber einen Oberkörper mit zwei Wirbelsäulen, zwei Herzen, zwei Mägen und Speiseröhren, teilweise miteinander verwachsene Lungen und zwei Arme. Ein unterentwickelter dritter Arm wurde ihnen im Alter von vier Monaten amputiert. Auch Teile ihres Nervensystems sind verbunden. Alle Organe von der Taille abwärts, d. h. der Darm, die Blase und die Fortpflanzungsorgane, werden von beiden geteilt. Diese spezielle Form der siamesischen Zwillinge wird als Dicephalie bezeichnet. Mit dieser Form der siamesischen Zwillinge leben nur 28 % aller bekannten Fälle.
Die Eltern der Zwillinge, Patty und Mike Hensel, lehnten eine Trennung der Mädchen ab, da eine Operation aufgrund verwachsener Organe Lebensgefahr bedeutet hätte und die Zwillinge danach auf Rollstühle angewiesen gewesen wären. Abigail und Brittany selbst erklären ebenfalls, dass sie eine Trennung ablehnen. Die Zwillinge wuchsen in New Germany (Minnesota) auf.
Seit ihrer Geburt führen die Zwillinge ein weitgehend normales Leben ohne Einschränkungen aufgrund ihrer zusammengewachsenen Körper. Die Zwillinge besuchten bis 2008 die Lutheran High School in Mayer (Minnesota). Sie betreiben mehrere Sportarten (u. a. Volleyball, Basketball und Schwimmen). Außerdem haben sie beide eine Fahrerlaubnis erworben. Sie lenken das Auto gemeinsam, wobei Abby den rechten Arm kontrolliert und Brittany den linken. Abby übernimmt die Pedale und die Gangschaltung, Brittany betätigt den Blinker und das Licht. Jede der beiden hat eine völlig eigene Persönlichkeit.
Sie tragen z. B. oft verschiedene Schuhe, um ihre unterschiedlichen Geschmäcker zu verdeutlichen.
Die Zwillinge sind mehrfach im Fernsehen aufgetreten, so 1997 in der Oprah Winfrey Show. Mehrere Zeitschriften veröffentlichten Artikel über die beiden Mädchen. 2012 nahmen sie an einer Reality-Show, die von ihrem eigenen teils ungewöhnlichen Leben als siamesische Zwillinge handelt, teil. Sie setzen sich auch für die Akzeptanz von Dizephalie und siamesischen Zwillingen ein.
Sie studierten in der Bethel University in Saint Paul, Minnesota Lehramt und schlossen im Jahr 2012 das Studium mit einem Bachelor of Arts ab. Nach dem Studienabschluss arbeiten sie als Mathematiklehrerinnen in New Brighton.
Abby heiratete im November 2021 den Krankenpfleger und Kriegsveteranen Josh Bowling.
Die Zwillinge benutzen Social Media, um über ihr Leben zu berichten. Sie betreiben u. a. einen Tiktok-Kanal.

## Filmografie
- 1997: Oprah Winfrey[1]
- 2003: Joined for Life[1][5][6]
- 2006: Abby and Britanny turn 16[14]
- 2007: Extraordinary People[15]
- 2012: Abby & Brittany[16][17]